# FTSE 100
Indicele FTSE 100 este indicele a primelor 100 blue chip-uri, companiile cu cele mai mare capitalizare de piață de pe bursa de valori din Londra, care au în total o capitalizare bursieră în valoare de 81% din piața de capital din Marea Britanie. Indicele a fost folosit pentru prima oară pe 3 ianuarie 1984, maximul istoric fiind 7778.79, atins pe data de 18 mai 2018.

## Componentele indicelui
În septembrie 2021, sectorul bunurilor industriale și serviciilor era cel mai mare în indice cu o pondere de 11,5%, urmat de sectorul financiar cu 11,3% și sectorul sănătății pe locul trei cu 9,9%. Cele mai mari 10 companii au avut o pondere combinată de 41% în capitalizarea totală de piață a tuturor participanților la indice.

## Criterii de selecție
Companiile ale căror acțiuni sunt incluse în calculul indicelui FTSE 100 trebuie să îndeplinească condițiile stabilite de Grupul FTSE:
- să fie listată la Bursa de Valori din Londra,
- valoarea acțiunilor indicelui FTSE 100 trebuie exprimată în lire sterline sau euro,
- să treacă un test pentru apartenența la un anumit stat,
- acțiunile trebuie să fie în liberă circulație și foarte lichide.

Indicele este revizuit trimestrial, în prima vineri din martie, iunie, septembrie și decembrie.